# Gladys Enti
Gladys Enti (* 21. April 1975) ist eine ehemalige ghanaische Fußballspielerin auf der Position der Torhüterin.

## Karriere
Enti kam während ihrer Vereinskarriere für die Ghatel Ladies (1999–2007) zum Einsatz.
Die 175 cm große Torhüterin nahm mit der ghanaischen Nationalmannschaft („Black Queens“) an den Weltmeisterschaften 1999, 2003 und 2007 teil und bestritt dabei eine Partie; bei der 2:7-Niederlage gegen Norwegen (WM 2007) wurde sie beim Stand von 0:6 durch Memunatu Sulemana ersetzt. Außerdem stand sie bei den Afrikameisterschaften 2004 und 2006 im Kader der Black Queens. Ende September 2007 hatte Enti 19 Länderspiele bestritten.